# Хотенчицкий сельсовет
Хотенчицкий сельсовет — административная единица на территории Вилейского района Минской области Республики Беларусь.

## Географическое положение
Граничит с Вязынским, Ильянским, Ольковичским сельсоветами Вилейского района, а также с Логойским, Минским, Молодечненским районами Минской области.

## История
Хотенчицкий сельский Совет образован в 1940 году.

## Демография
На территории совета в 2011 году проживало 1510 человек, в том числе:
- Моложе трудоспособного возраста — 169
- Трудоспособного возраста — 711
- Старше трудоспособного возраста — 630

## Состав
Хотенчицкий сельсовет включает 62 населённых пункта:
- Барсуки — деревня.
- Батурино — деревня.
- Батюжино — деревня.
- Бережок — деревня.
- Борисовщина — деревня.
- Бригидово — деревня.
- Будьки — деревня.
- Веретейка — деревня.
- Верковляны — деревня.
- Владыки — деревня.
- Дворец — деревня.
- Дубовое — деревня.
- Дятловка — деревня.
- Жердецкие — деревня.
- Жуковка — деревня.
- Заборье — деревня.
- Загораны — деревня.
- Заельники — деревня.
- Залесье (бывшее имение) — хутор.
- Залесье — деревня.
- Зачерная — деревня.
- Капустино — деревня.
- Карповичи — деревня.
- Колодливо — деревня.
- Кравченки — деревня.
- Кулеши — деревня.
- Ледвени — деревня.
- Ловцевичи — деревня.
- Луковец — деревня.
- Ляхи — деревня.
- Малевичи — деревня.
- Мордасы — деревня.
- Новая Гута — деревня.
- Новоселки — деревня.
- Осиновка — деревня.
- Пасеки-1 — деревня.
- Пасеки-2 — деревня.
- Пеньковка — хутор.
- Петрилово — деревня.
- Плещаны — деревня.
- Повязынь — деревня.
- Погребище — деревня.
- Полянка — деревня.
- Пуйтово — хутор.
- Рабцы — деревня.
- Сербино — деревня.
- Скалбище — деревня.
- Скоберец — деревня.
- Соколовка — деревня.
- Соколье Угол — деревня.
- Старинка — хутор.
- Старинки — деревня.
- Стюденец — деревня.
- Тёсны — деревня.
- Хотенчицы — деревня.
- Храмцово — деревня.
- Шашоки — деревня.
- Шипки — деревня.
- Щарка — деревня.
- Щековщина — деревня.
- Юрковляны — деревня.
- Ямино — деревня.

Упразднённые населённые пункты
- Борки — деревня
- Любча — деревня

## Производственная сфера
- ГОЛХУ «Вилейский опытный лесхоз» Бережковское лесничество
- ГОЛХУ «Красносельское» Хотенчицкое лесничество
- КСУП «ЛуковецАгро»

## Социально-культурная сфера
- Здравоохранение: Аптека в д. Хотенчицы
- Культура: Дом культуры (д. Луковец), сельский клуб (д. Малевичи), библиотека (д. Луковец)